# Molí d'en Suau
El molí d'en Suau és un molí de vent fariner que forma part del molinar de Fartàritx, a Manacor. Actualment s'ubica al carrer dels Enagistes, 2. Està immers dins la xarxa urbana, disposat perpendicularment a l'alineació del carrer. Destaca per tenir la base del molí amb els dos portals rodons, la cornisa motllurada i un corral davant.

## Tipologia i elements
El molí d'en Suau presenta una base atalussada d’una sola planta d’altura que es clou amb una motllura de marès. El parament combina la paret verda i els carreus de marès. A la façana de llevant es conserva la imprompta d’un portal d'arc rodó emmarcat en marès i s’hi obre una finestra. A l’esquerra de l’imprompta s’observa una pedra fermadora. La façana de migjorn presenta dues alineacions i s’hi obre un portal d’arc rodó. A l’esquerra del portal s’hi obre una finestra i s’adossa una escala exterior que permet l’accés a l’envelador. Davant aquesta façana es localitza una cisterna de capelleta. L’interior es configura mitjançant voltes de canó. La torre combina la paret verda (part inferior) i els carreus de marès (part superior). Al costat de migjorn s’obre un portal allindanat emmarcat en marès. A la part superior s’obren dos finestrons. No conserva cap peça de la maquinària.

## Galeria

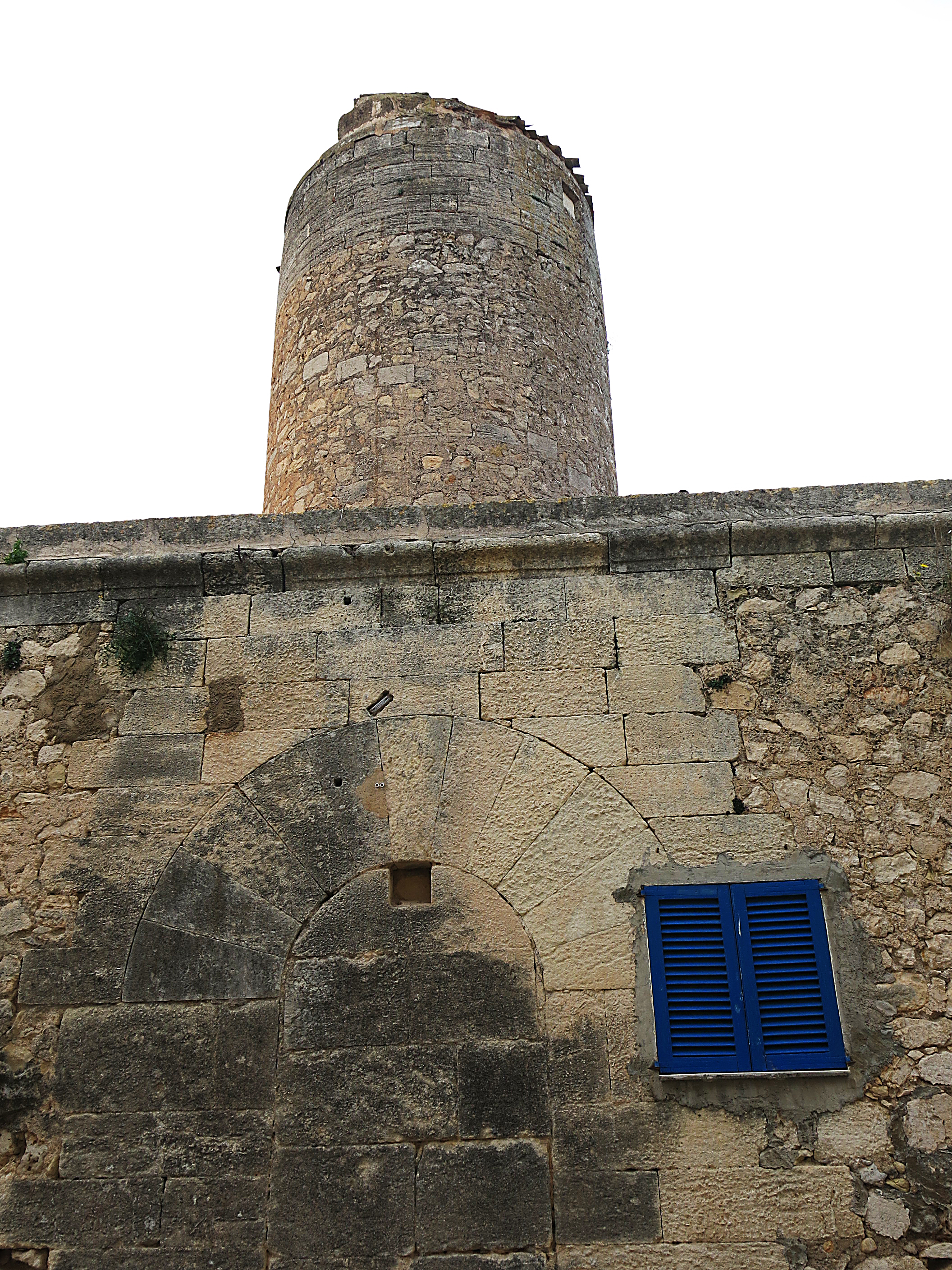
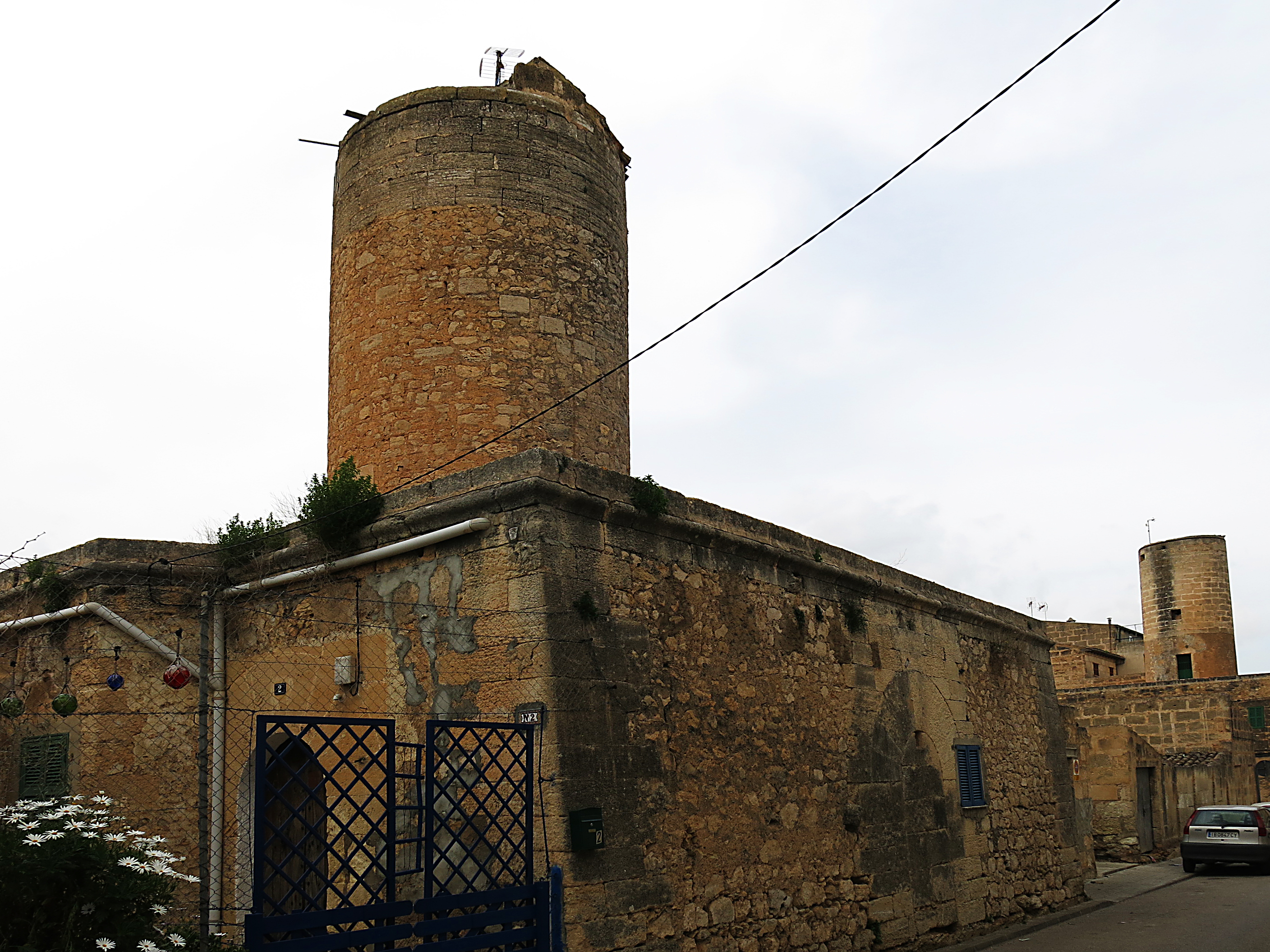
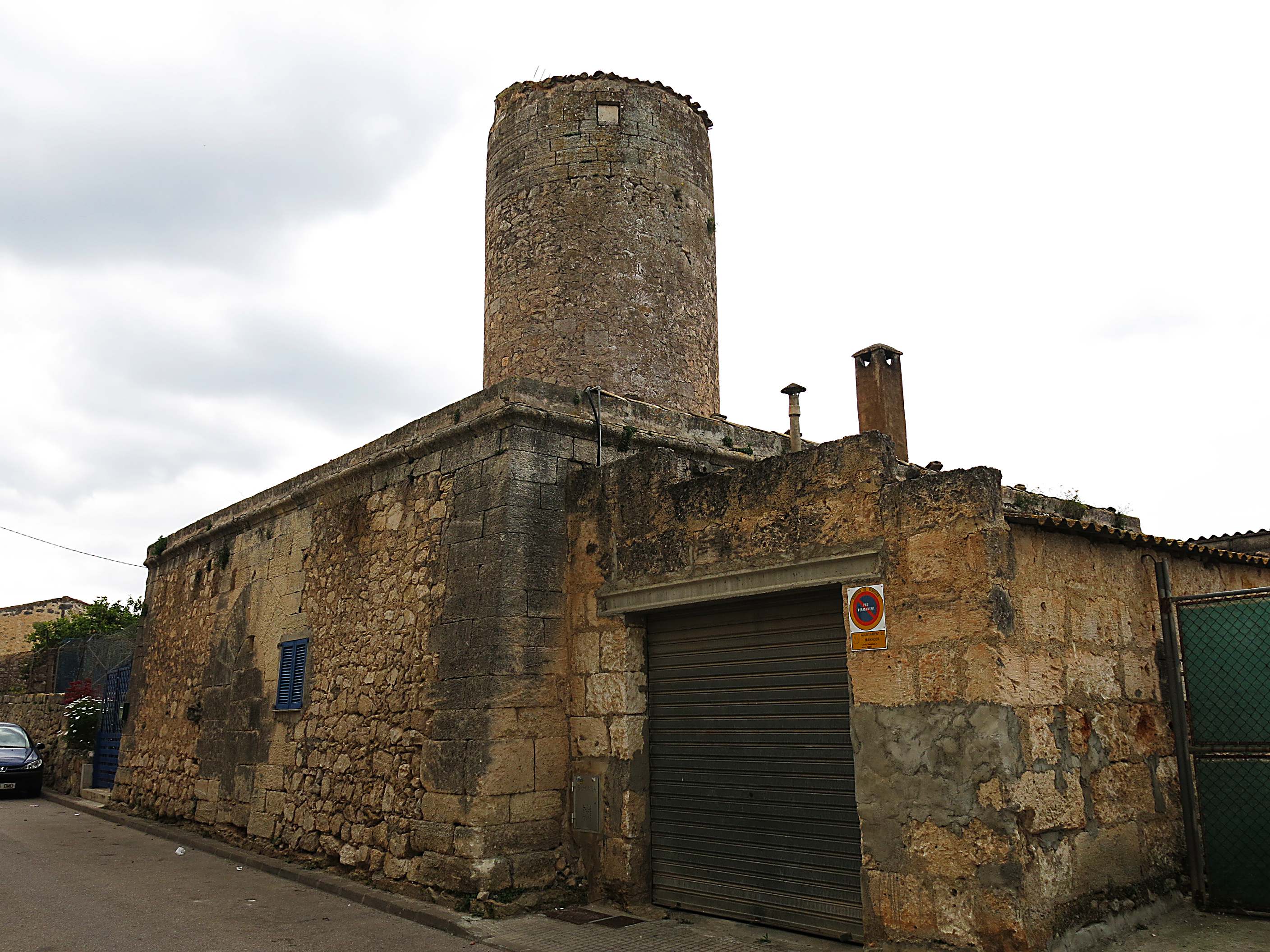